# Newburgh (Lancashire)
Pour les articles homonymes, voir Newburgh.
Newburgh est un village et une paroisse civile du Lancashire, en Angleterre.